# Rockstar Leeds
Rockstar Leeds (раніше — Mobius Entertainment) — англійська компанія-розробник відеоігор, заснована в 2004 році. Є дочірньою компанією Rockstar Games, яка в свою чергу належить Take-Two Interactive. Відоміша за портуванням PC-версії гри L.A. Noire, розробником якої є студія Team Bondi. До цього працювала виключно над проектами для гральних консолей.

## Ігри
як Mobius Entertainment
- Alfred's Adventure (2000) (GBC)
- Alfred Chicken (2002) (PS1)
- Drome Racers (2002) (GBA)
- High Heat Major League Baseball 2002 (2002) (GBA)
- Army Men: Turf Wars (2002) (GBA)
- High Heat Major League Baseball 2003 (2003) (GBA)
- Bionicle: The Game (2003) (GBA)
- Barbie Horse Adventures: Wild Horse Rescue (2003) (GBA)
- American Idol (2003) (GBA)
- Max Payne (2003) (GBA)
- A Sound of Thunder (2004) (GBA)

як Rockstar Leeds
- Midnight Club 3: DUB Edition (2005) (PSP) (разом з Rockstar San Diego)
- Grand Theft Auto: Liberty City Stories (2005) (PSP, PS2) (разом з Rockstar North)
- Grand Theft Auto: Vice City Stories (2006) (PSP, PS2) (разом з Rockstar North)
- The Warriors (2007) (PSP) (разом з Rockstar Toronto)
- Manhunt 2 (2007) (PSP) (разом з Rockstar London і Rockstar North)
- Rockstar Games presents Table Tennis (2007) (Wii) (разом з Rockstar San Diego)
- Grand Theft Auto: Chinatown Wars (2009) (DS, PSP, iPhone, iPod Touch, iPad) (разом з Rockstar North)
- Beaterator (2009) (PSP, iPhone, iPod Touch)
- L.A. Noire (2011) (PC)